# Список народных артистов Республики Башкортостан

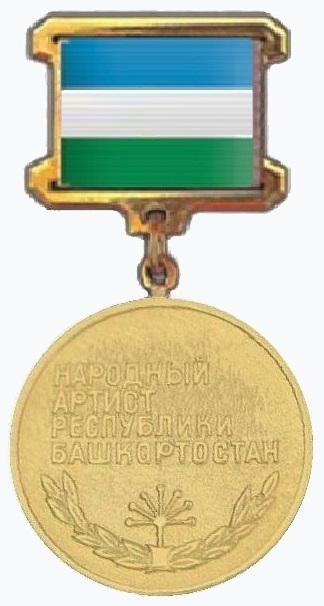

В данном алфавитном списке указаны Народные артисты Республики Башкортостан
Звание Народного артиста Республики Башкортостан учреждено Указом Президента Республики Башкортостан от 18 апреля 1996 года № УП-228 "Об утверждении положений о Почетной грамоте, почетных званиях Республики Башкортостан и описания нагрудного знака к почетным званиям Республики Башкортостан".
Звание присваивается Президентом Республики Башкортостан артистам, режиссёрам, балетмейстерам, дирижёрам, хормейстерам, музыкальным исполнителям и другим деятелям искусств, обладающим высоким мастерством, создавшим яркие художественные образы, спектакли, кинофильмы, телеспектакли, телефильмы, концертные, эстрадные, цирковые программы, музыкальные, телевизионные и радиопроизведения, которые внесли выдающийся вклад в художественную культуру республики и получили широкое общественное признание.

## А
- Абдразаков, Аскар Амирович — оперный певец, солист Большого театра
- Абрамова, Алсу Ралифовна
- Абросимов, Владимир Сергеевич — актёр Башкирского республиканского русского Драматического театра
- Абдульманов, Рим Салимьянович (1989)
- Абсатарова, Гузель Рашидовна (1989)
- Агашкова-Коренева, Ирина Георгиевна — актриса Русского драматического театра РБ
- Азнакаева, Раиля Шарафеевна
- Аиткулов, Азат Миннигалеевич
- Акимова, Светлана Семеновна
- Аккучукова, Роза Сабирьяновна
- Аллаярова, Нажия Хибатовна
- Алтынбаев, Гали Мансурович — аккомпаниатор
- Альмухаметов, Газиз Салихович — композитор
- Амангильдина, Римма Зайнитдиновна — артистка Башгосфилармонии
- Аминов, Рим Файзрахманович — артист Салаватского государственного башкирского драматического театра
- Амиров, Алмас Хадисович — актёр Башкирского Государственного Академического театра драмы им. Мажита Гафури
- Аргинбаева, Светлана Робертовна
- Архипова, Ирина Константиновна — оперная певица
- Аскаров, Салават Ахметович
- Атнабаева, Зинира Касимовна
- Ахметвалиев, Линар Минигаянович
- Ахметова-Набиева, Эльвира Мирзануровна
- Ахметшин, Айрат Акрамович

## Б
- Бабич, Рушанна
- Бабичева, Тансулпан Дагиевна
- Байрамгулова, Ниля Ильясовна
- Бакиров, Филарит Абдулгазимович
- Бакирова, Миниса Минивалеевна — актриса Стерлитамакского театра драмы
- Башаров, Ринат Ахкаметдинович
- Баязитова, Зифа Гаязовна — актриса Сибайского башкирского государственного театра драмы имени Арслана Мубарякова
- Баянов, Рим Галеевич — актёр, режиссёр Салаватского драматического театра
- Белов, Владимир Викторович
- Безруков, Сергей Витальевич
- Биешу, Мария Лукьяновна
- Бродская, Валентина Егоровна — актриса Стерлитамакского Государственного русского драматического театра[3]
- Буранбаева, Сара Абдулхаевна — актриса Башкирского государственного академического театра драмы им. М. Гафури
- Бухарский, Хазиахмет Гирфанутдинович — актер, директор, худ. руководитель Башкирского государственного академического театра драмы им. М.Гафури

## В
- Вальмухаметов, Радик Сафаргалеевич
- Валитов, Загир Суфиянович — актёр Башкирского государственного академического театра драмы им. М. Гафури.
- Валитова, Набиля Габдельхамидовна — артистка балета
- Валеева, Фина Мансуровна — актриса театра «Нур»
- Валеева, Бану Нургалеевна

## Г
- Галеев, Риф Фатыхович
- Габитов, Риф Фатихович
- Габдрахманов, Абрар Хакович
- Гагарина, Полина Сергеевна
- Гайзуллин, Рамил Мавлитович
- Гайфуллина, Эльвира Хайретдиновна
- Газетдинова, Ильсияр Ибрагимовна
- Газиев, Идрис Мударисович
- Гайсин, Бахти Миниярович
- Галеева, Магфира Ильясовна — солистка Башкирской государственной филармонии
- Галина, Рафига Арслановна
- Галимов, Хазиахмет Гирфанутдинович
- Ганиев, Фадис Рахимьянович
- Гареев, Радик Арсланович
- Гарифуллин, Рим Карамович — артист Государственной академической хоровой капеллы РБ, народный артист БАССР (1943)
- Гафаров, Фидан Сафич
- Григорович, Юрий Николаевич — артист балета, балетмейстер
- Гумеров, Ильдар Ибрагимович
- Гиззатуллин, Рустам Ханифович

## Д
- Давлетбаев, Фатых Исламович
- Дильмухаметова-Ахмадуллина, Шаура Ишмулловна
- Дильмухаметов, Ишмулла Ишкалеевич — кураист, заслуженный артист РСФСР (1975), народный артист БАССР (1973), лауреат Республиканской премии имени Салавата Юлаева (1974)
- Дмитриев, Дмитрий Алексеевич
- Донгузов, Александр Анатольевич (2013)[4] — чтец, мастер художественного слова государственного автономного учреждения культуры и искусства РБ Башкирская государственная филармония имени Хусаина Ахметова

## Е
- Епифанов, Владимир Николаевич — артист Башкирского республиканского русского Драматического театра

## Ж
- Жалалетдинов, Вакиль Ахарович

## З
- Закирова, Римма Раисовна
- Загитов, Раус Хабирович — артист Башкирского государственного академического театра драмы им. М. Гафури
- Зайнетдинов, Миндигафур Миндиахметович — виртуоз-кубызист
- Заяц, Антонина Николаевна — артист-кукловод Уфимского театра кукол
- Зинов, Аркадий Владимирович
- Зиязетдинов, Рим Саляхович — артист Салаватского государственного башкирского драматического театра
- Зиязетдинова, Гульшат Ибрагимовна — актриса Салаватского государственного башкирского драматического театра
- Зубайдуллин, Айдар Хизбуллович
- Зубайдуллин, Хисбулла Гумерович
- Зубаиров, Абдулла-Амин Фахреевич — артист Башкирского государственного театра драмы

## И
- Идрисов, Миндулла Салимьянович — артист Салаватского государственного башкирского драматического театра
- Игдавлетов, Зайни Сираевич — артист Башкирского государственного академического театра драмы им. М. Гафури.
- Идрисов, Фарит Фатихович
- Ижболдин, Хамидулла Абдурахимович
- Илимбетов, Валит Халитович
- Ильбаков, Ишморат Каюмович
- Ирсаева, Нурия Исхаковна — актриса Башкирского государственного академического театра драмы им. М. Гафури
- Исангулова, Гульсум Сабировна
- Ильясов, Газим Галимович

## К
- Кадырова, Назифа Жаватовна
- Калмантаева, Вакиля Гатаулловна — актриса Национального молодёжного театра РБ
- Казакбаев, Филюз Хасанович
- Камалов, Тагир Таузяхович
- Карабулатов, Расуль Рафикович
- Каримова, Альфия Закуановна
- Касеев, Рустам Расыкович — артист цирка
- Капатов, Игорь Альбертович — артист Башкирского государственного театра кукол. Озвучивает на ЦТ Хрюшу в передаче «Спокойной ночи малыши»
- Кильдиярова, Флюра Ахметшеевна — солистка Башкирского государственного театра оперы и балета
- Кинзикеев, Шамиль Калимуллович — артист цирка
- Киреева, Зоя Михайловна
- Киреева, Минзада Миргалеевна — актриса Государственного русского драматического театра г. Стерлитамака
- Крашенинников, Фёдор Павлович
- Кубагушева, Рамиля Сулеймановна
- Кудашев, Рустем Радикович — аккомпаниатор-концертмейстер Башгосфилармонии
- Кудашев, Хусаин Ильдерханович
- Курбангалеева, Суфия Шарафулловна — актриса Башкирского государственного академического театра драмы им. М. Гафури
- Кучуков, Раиль Фазылович

## Л
- Латыпов-Догадов, Владимир Геннадьевич
- Лопухова, Ольга Борисовна
- Лещенко, Лев Валерьянович
- Лаптев Елисей Сергеевич

## М
- Мавлюкасова, Гульсина Галимовна — балерина, народный артист РБ
- Магадеев, Риза Рафаилович — артист Салаватского государственного башкирского драматического театра
- Мажитов Ринат Марсельевич — артист Государственного академического ансамбля народного танца им. Файзи Гаскарова
- Макрушина, Татьяна Владимировна
- Маликова, Гузяль Хасановна
- Махмутов, Закий Гизатович
- Мацуев, Денис Леонидович
- Мидзяева, Галина Ивановна
- Мингажев, Гималетдин Мингажевич
- Мубарякова, Гюлли Арслановна — актриса Башкирского государственного академического театра драмы им. М. Гафури
- Мулюков, Рустем Миннирауфович
- Муртазин, Валиулла Гайназарович
- Муртазин, Владислав Львович
- Мусина, Ольга Геннадьевна
- Мустафина-Нигматуллина, Флюра Минияровна — актриса, заслуженный артист БАССР (1979), народный артист РБ (1990), до 2006 года актриса Салаватского драматического театра, преподаватель Салаватского музыкального колледжа (1989-2001), преподаватель Центра искусств г. Салават (2006—2010)[5].
- Мухаметов, Руслан Радальевич

## Н
- Назиуллин, Артур Искандарович - кларнетист, народный артист РБ (2022), генеральный директор ГАСО РБ
- Нафикова, Асия Закуановна
- Нугманова, Илюза Кагармановна — артистка балета Государственного академического ансамбля народного танца имени Файзи Гаскарова.
- Нигматуллин, Мулланур Абделхаевич — актёр Сибайского государственного театра драмы
- Нургалиев, Анвар Марварович[6]

## О
- Орфеева, Ляля Габдулловна
- Осипов, Николай Иванович — солист Ансамбля народного танца им. Ф. Гаскарова.

## П
- Панов, Николай Михайлович — актёр Стерлитамакского русского драматического театра
- Платонов, Валерий Игнатьевич — дирижёр
- Прибылов, Владимир Васильевич

## Р
- Рамазанов, Ринат Загирович
- Рахимов, Ильхам Ринатович
- Рахимова, Физалия Анваровна
- Рашитова, Сагида Фареевна
- Рахматуллин, Шамиль Рахманович
- Родионов, Геннадий Степанович — солист Башкирского Государственного театра оперы и балета
- Робин, Анна Николаевна

## С
- Саитов, Ильдар Ширкатович
- Сайфуллин, Риф Галеевич
- Салимгареева, Рамиля Минигалеевна — актриса Сибайского театра драмы (1972—1998), Национального Молодёжного театра Республики Башкортостан (с 1998)
- Салихов, Фанави Зикафович
- Сафина, Миндигаян Миндиахметовна
- Сахаутдинова, Роза Хайдаровна
- Сафиуллина, Суфия Шарафулловна
- Сайфуллин, Тагир Сергеевич — создатель Государственной Академической хоровой капеллы Республики Башкортостан
- Сафиуллин, Марс Галимович
- Сафиуллин, Халяф Гатеевич
- Сираева, Савия Гимадлисламовна — актриса театра Нур
- Сулейманова, Гузель Наилевна
- Султанов, Айрат Хамитович — артист Туймазинского государственного татарского драматического театра.
- Султанова, Галия Калимулловна — солистка Башкирской государственной филармонии
- Смаков, Ильфак Музипович — солист Башкирской государственной филармонии
- Суяргулов, Мулиян Зияиитдинович — артист Башкирского государственного академического театра драмы им. М. Гафури.

## Т
- Тимиров, Азамат Камилович
- Туйсина, Рашида Гильмутдиновна — солистка Ансамбля народного танца им. Ф. Гаскарова
- Тукаев, Газим Гидельмутагарович — артист Башкирского академического театра драмы
- Туктагулов, Артур Бадреевич
- Тутманов, Радис Нурисламович
- Тутманова, Ася Валентиновна — балетмейстер Ансамбля народного танца им. Ф.Гаскарова
- Терегулов, Шамиль Ахмедович

## У
- Усманов, Магафур Махмутович
- Утяшев, Хурматулла Газзалеевич — артист Башкирского государственного академического театра драмы им. М. Гафури.
- Узянбаева, Танзиля Хамитовна

## Ф
- Файзуллин, Рафгат Шакирьянович — актёр Башкирского государственного академического театра драмы им. М. Гафури
- Файзуллина, Лира Фахреевна
- Фасхитдинов, Ридик Ахметович
- Фатихов, Халит Шайхович
- Фатихова, Лилия Гарифулловна
- Фахреев, Габдельхай Гимадиевич — актёр Башкирского академического театра драмы, Салаватского драматического театра
- Фахруллина, Резида Равиловна
- Федеряев, Александр Алексеевич
- Фомина, Елена Юрьевна

## Х
- Хабибуллин, Руслан Аминович — певец Башкирского государственного театра оперы и балета, нар. артист РБ?
- Хабибуллин, Габдрахман Сулейманович — певец Башкирского государственного театра оперы и балета, нар. артист РБ
- Хибибуллина, Гульсум Инсафовна — артистка эстрады, мастер юмора и сатиры, Заслуженный  (1977) и Народный (1987) артист БАССР
- Хайруллина, Минзаля Гайнетдиновна — актриса Башкирского академического театра драмы имени Мажита Гафури
- Хакимова, Светлана Фаритовна — актриса Башкирского государственного академического театра драмы им. М. Гафури.
- Хаустов, Анатолий Тихонович
- Хасанова, Венера Гиниятовна — актриса Салаватского государственного башкирского драматического театра
- Хисамова, Рамзия Исламовна — актриса Башкирского Государственного Академического театра драмы им. Мажита Гафури
- Хисамова, Танзиля Динисламовна — актриса Башкирского Государственного Академического театра драмы им. Мажита Гафури
- Хисматуллин, Магафур Хисматуллович
- Худайгулова, Рамиля Нигматзяновна
- Хусаинов, Ахат Рахматуллович — актёр Башкирского Государственного Академического театра драмы им. Мажита Гафури
- Хызыров, Вахит Галибаевич

## Ч
- Чекирова, Людмила Дмитриевна

## Ш
- Шагиев, Альберт Хазарович — артист Стерлитамакского государственного башкирского драматического театра
- Шайдуллина, Файруза Динисламовна
- Шамсутдинов, Мухамет Мухаррямович
- Шарипова, Гульчачак Табрисовна — актриса Салаватского государственного башкирского драматического театра
- Шафигуллина, Алсу Талгатовна
- Шафикова, Амина Ивниевна - пианист, Министр культуры Республики Башкортостан
- Шевчук, Юрий Юлианович — певец
- Швайштейн, Моисей Хаимович

## Э
- Эйхенвальд, Антон Александрович

## Ю
- Юлчурина, Альфия Мурзабулатовна
- Юнусова, Эльвира Ахтямовна
- Юлдашев, Роберт Нажипович — народный артист РБ (2012)
- Юлтыева, Нинель Даутовна

## Я
- Яруллин, Хамид Гатауллинович
- Ямилев, Марат Арсланович — артист Сибайского башкирского государственного театра драмы имени Арслана Мубарякова
- Янбулатова, Рагида Саитгалеевна — актриса Башкирского академического театра драмы им. М. Гафури.
- Яхина, Аниса Алтынтимеровна — артистка Башгосфилармонии[7]